# Oleksandr Kolčyns'kyj
Oleksandr Leonidovyč Kolčyns'kyj (in ucraino Олександр Леонідович Колчинський?, in russo Александр Леонидович Колчинский?, Aleksandr Leonidovič Kolčinskij; Kiev, 20 febbraio 1955 – Kiev, 16 luglio 2002) è stato un lottatore sovietico di nazionalità ucraina, specializzato nella lotta greco-romana.

## Palmarès

### Olimpiadi
- 2 medaglie:
  - 2 ori nella categoria supermassimi (Montréal 1976 nei +100 kg; Mosca 1980 nei +100 kg)

### Mondiali
- 4 medaglie:
  - 1 oro (Città del Messico 1978 nei 100 kg)
  - 3 argenti (Minsk 1975 nei 100 kg; Göteborg 1977 nei 100 kg; San Diego 1979 nei 100 kg)

### Europei
- 3 medaglie:
  - 2 argenti (Leningrado 1976 nei 100 kg; Bursa 1977 nei 100 kg)
  - 1 bronzo (Ludwigshafen 1975 nei 100 kg)